# Meatpacking District

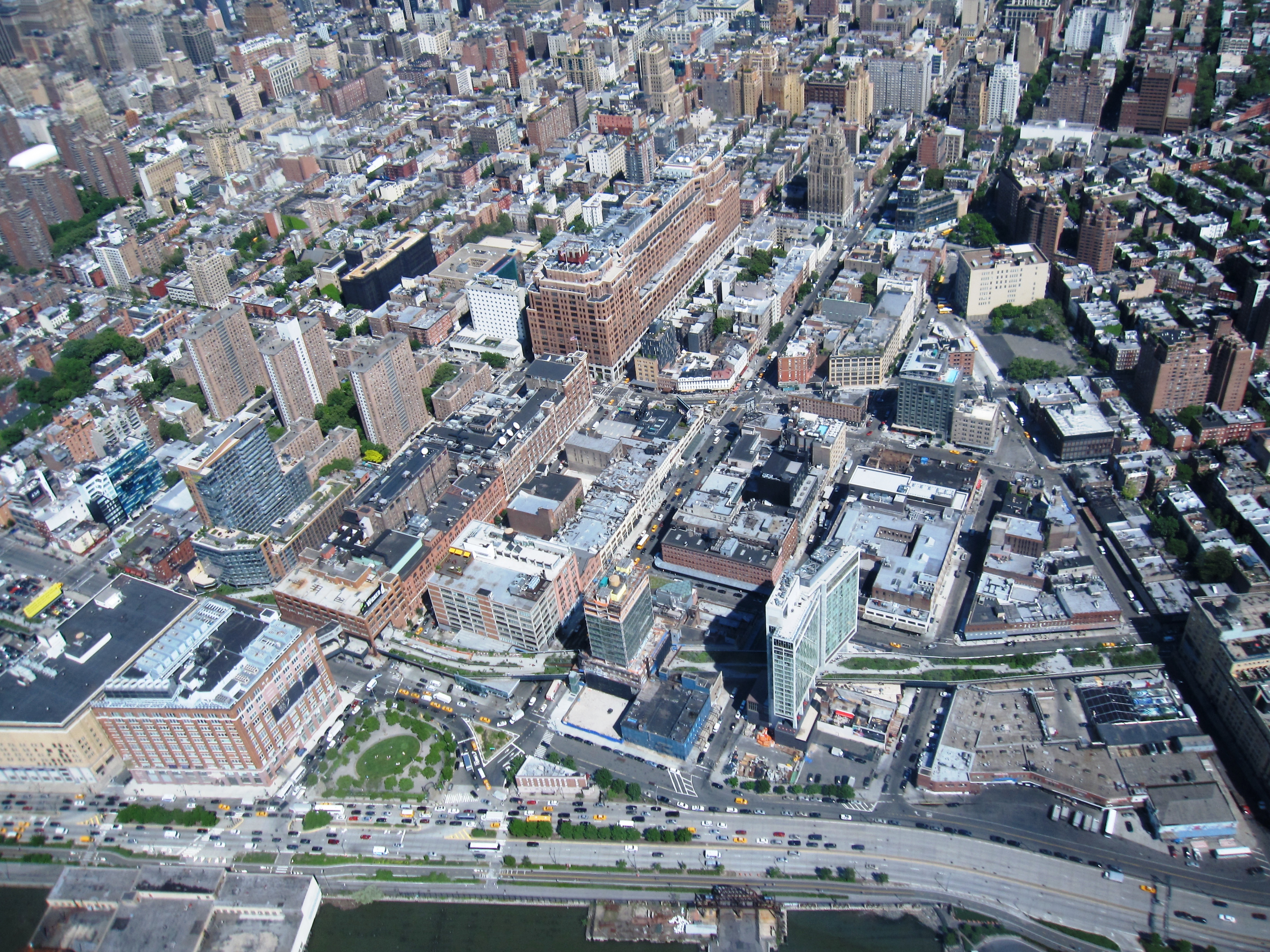
Letecký pohled na Meatpacking District

Meatpacking District je část města New York, která leží na západě Manhattanu mezi Greenwich Village a Chelsea.
Na začátku 19. století byla na břehu Hudson River zbudována pevnost Fort Gansevoort, pojmenovaná po generálu z války za nezávislost Peteru Gansevoortovi. Její okolí se postupně stalo typickou periférií s nájemnými činžáky a drobnými továrnami. Od osmdesátých let 19. století se čtvrť stala centrem newyorského potravinářského průmyslu. Počátkem 20. století se zde nacházelo nejméně 250 závodů na zpracování masa, odtud název Meatpacking District — oblast balíren masa. Soumrak tohoto odvětví nastal po druhé světové válce, kdy rozvoj chladicí techniky umožnil dovoz masa do prodejen přímo od producentů. Meatpacking District se začal vylidňovat, domy chátraly, vzrostla kriminalita, objevily se prostitutky, pochybné bary a drogoví dealeři. Od devadesátých let probíhá gentrifikace oblasti, která se zařadila k nejlukrativnějším částem New Yorku a nachází se v ní množství luxusních hotelů, nočních klubů a módních butiků. Turisty láká svérázná atmosféra, kterou tvoří zachované cihlové tovární budovy a ulice dlážděné kočičími hlavami.
V Meatpacking Districtu bydlel Herman Melville (mimochodem Gansevoortův vnuk), který pracoval jako úředník na místní celnici v době, kdy psal svůj nejznámější román Bílá velryba.